# Средачка жупа
Средачка жупа је једна од жупа у околини Призрена, уз Сиринићку жупу, Гору, Опоље и Призренски Подгор. То је котлина, која се протеже са обе стране реке Призренска Бистрица, између Призрена и ски-центра Брезовица. Површина јој је 163 km². Административно, део је АП Косово и Метохија и Општине Призрен. Историјски, од 1912. до 1963. ова област је била засебна општина под називом Средска, са седиштем у истоименом селу. 
У Средачкој жупи доминирају планински пашњаци (56,7% површина), шуме (24,6%), њиве оранице (10,4%) и ливаде (4,9%). Мање површине се користе за гајење воћа и виноградарство.
У Средачкој жупи се налазе многе средњовековне цркве које датирају из доба династије Немањића.
Средачка жупа је у периоду 1918–1940. представљала административну област Краљевине Југославије са центром у селу Средска. У послератној ФНР Југославији 1963. године насеља Средачке Жупе су прикључена општини Призрен као месне заједнице.
Насеља Средачке жупе су: Средска (по коме је и добила име), Поуско, Јабланица, Локвица, Речане, Живињане, Плањане, Небрегоште, Манастирица, Стружје, Доње Љубиње, Горње Љубиње, Драјчићи, Мушниково, Горње Село. Жупа је добила име по месту Средска у коме данас има око 100 становника. Највеће је место Горње Љубиње са око 2.000 становника.
Становници жупе данас су највећим делом око 7000 словенских Муслимана (тј. побошњачени Горанци), као и стотинак Срба (већина Срба је протерана од доласка НАТО-а). Срби и данас чине већину у селима Средска (4 цркве) и Живињане (1 црква), али их највећи број живи у мешовитом селу Мушниково (2 цркве). Такође Срби живе и селима Драјчићи (1 црква) и Горње Село (1 црква), док у данас муслиманском селу Плањане постоји обновљена црква и православно гробље, а Српско становништво ту борави само за време православних празника.
Црква Светог Илије у Локвици је 1999. разорена, оскрнављена и минирана по доласку немачких снага КФОР-а. 
Више стотина прогнаних мештана српске националности се сваке године 28. августа окупља и прославља православни празник Велика Госпојина у порти цркве Свете Богородице.
Становништво је услед изолованости задржало архаичне народне обичаје, фолклор и језик.